# Hangoskönyv
A hangoskönyv színészek, előadóművészek által felolvasott, hanghordozón kiadott könyv, melyek, ellentétben a hangjátékkal, a forrásmű teljes szövegét változtatás (ill. dramatizálás) nélkül tartalmazzák.
Lehet hangkazettán, audio CD-n, vagy MP3-CD-n rögzített hanganyag. Legtöbbször azok a könyvtárhasználók keresik, akik munkájuk miatt napjuk nagy részét autóban töltik. Ágyhoz, házhoz kötött, könyvet nehezen vagy egyáltalán nem bíró embereknek is kikapcsolódást, „olvasáshoz” jutást nyújt. A vakok és gyengénlátók könyvtári ellátásában fontos szerepet játszanak. A látássérült emberek mellett a diszlexiás gyermekek és felnőttek tanulásában és művelődésében is nagy szerepet játszik ez a dokumentumtípus. Magyarországon 2002 körül jelentek meg az első „igazi” hangoskönyvek, melyek jogtisztán, kiadott formában kerülnek a boltok polcaira. Ma már a frissen megjelent könyvek hangoskönyv kiadása is gyakori.
A hangoskönyvek között megtalálhatók a magyar és világirodalom klasszikus darabjai, regények, drámák, versek, mesék, ismeretterjesztő művek. A hangoskönyvek előnye, hogy gyorsan, kényelmesen hozzá lehet jutni az olvasót érdeklő irodalomhoz.
Idegen nyelvű hangoskönyv hallgatása a nyelvtanulásban is kitűnően alkalmazható.

## Adathordozók és formátumok

### Hangoskönyvek CD-n
- Audio CD-DA-n sztereó (2.0) PCM hang 44,1 kHz-en mintavételezve 16 biten. Színpadi, kamaraszínpadi előadás aláfestő zenével több szereplővel.
- MP3-CD-n az .mp3 fájlokat tartalmazó préselt, kiadói, műsoros CD-ROM kiadványokat leggyakrabban hangoskönyvek (Audiobooks) kiadásánál használják. Az .mp3 formátum tömörítésének köszönhetően felhasználhatósága, lejátszhatósága széles körben elterjedt és könnyű. Mindez gazdaságossága mellett, mivel az .mp3 fájl hangoskönyveknél elfogadott paraméterezettségétől függően egy mini MP3-CD több, mint 8 órányi és egy sztenderd MP3-CD közel 49 órányi hangfelvételt képes tárolni. Ezzel szemben egy klasszikus CD-DA vagy CD-TEXT  hanglemez általában legfeljebb csak 74 percnyi felvételt képes tárolni. Természetesen a magasabb minőségű zenefájlok játékideje kevesebb, mint a hangoskönyvek esetén, de bőven meghaladják az átlag audio hanglemez játékidejét. Az ilyen műsoros, kiadói, .mp3 fájlokat tartalmazó lemezek általában közvetlenül a lemez fájlrendszerének gyökerén tartalmazzák az .mp3 fájlokat tekintettel arra, hogy egy műhöz vagy albumhoz tartoznak, de ugyanakkor erre nincs megkötés.

### Hangoskönyvek DVD-n
- Packed PCM (Meridian Lossless Packing) formátumban: DVD-Audio[2] lemezen monó (1.0) hang 44,1 kHz-en mintavételezve 16 biten. Egy DVD-re kb. 25 óra hanganyag fér el.
- Linear PCM formátumban: DVD-Audio lemezen monó (1.0) hang 16, 20 vagy 24 biten 44,1, 48, 88,2, 96, 176,4 vagy 192 kHz-en mintavételezve.

### Hangoskönyvek az interneten
- PCM hang WAV tárolóban: monó (1.0) hang 32 kHz-en mintavételezve 8 biten.[3]
- ADPCM (ADPCM IMA WAV vagy Microsoft ADPCM) hang WAV tárolóban: monó (1.0) hang 32 kHz-en mintavételezve 4 biten. Ez a diktafonoknál alkalmazott beszédhangra ajánlott legoptimálisabb minőség.
- MP3 hang: monó (1.0) hang 32 kHz-en mintavételezve 40 kbps bitrátával (16 biten).
- M4B hangoskönyvformátum: Az MPEG-4-es médiakonténer egyik speciális, kifejezetten hangoskönyvek tárolására kifejlesztett változata. Jelenleg a legkorszerűbb, DRM támogatású, fájl-alapú terjesztési módja a hangoskönyveknek. A komplett hangoskönyv egy fájlban tartalmazza a hanganyagot, fejezeteket, átugrásokat, borítót és a kiadvány metaadatait is. Kiadói terjesztésben a sztenderd a ~192kbps bitrátasebesség.
- .aa és .aax

## Külső hivatkozások
További részletek az adathordozókról és formátumokról az angol Wikipédián:
- Compact Disc Digital Audio
- Pulse-code modulation
- DVD-Audio